# IC 29
IC 29 — галактика типу C (компактна галактика) у сузір'ї Кит.
Цей об'єкт міститься в оригінальній редакції індексного каталогу.